# SFOR

Logo der SFOR in lateinischen und kyrillischen Buchstaben

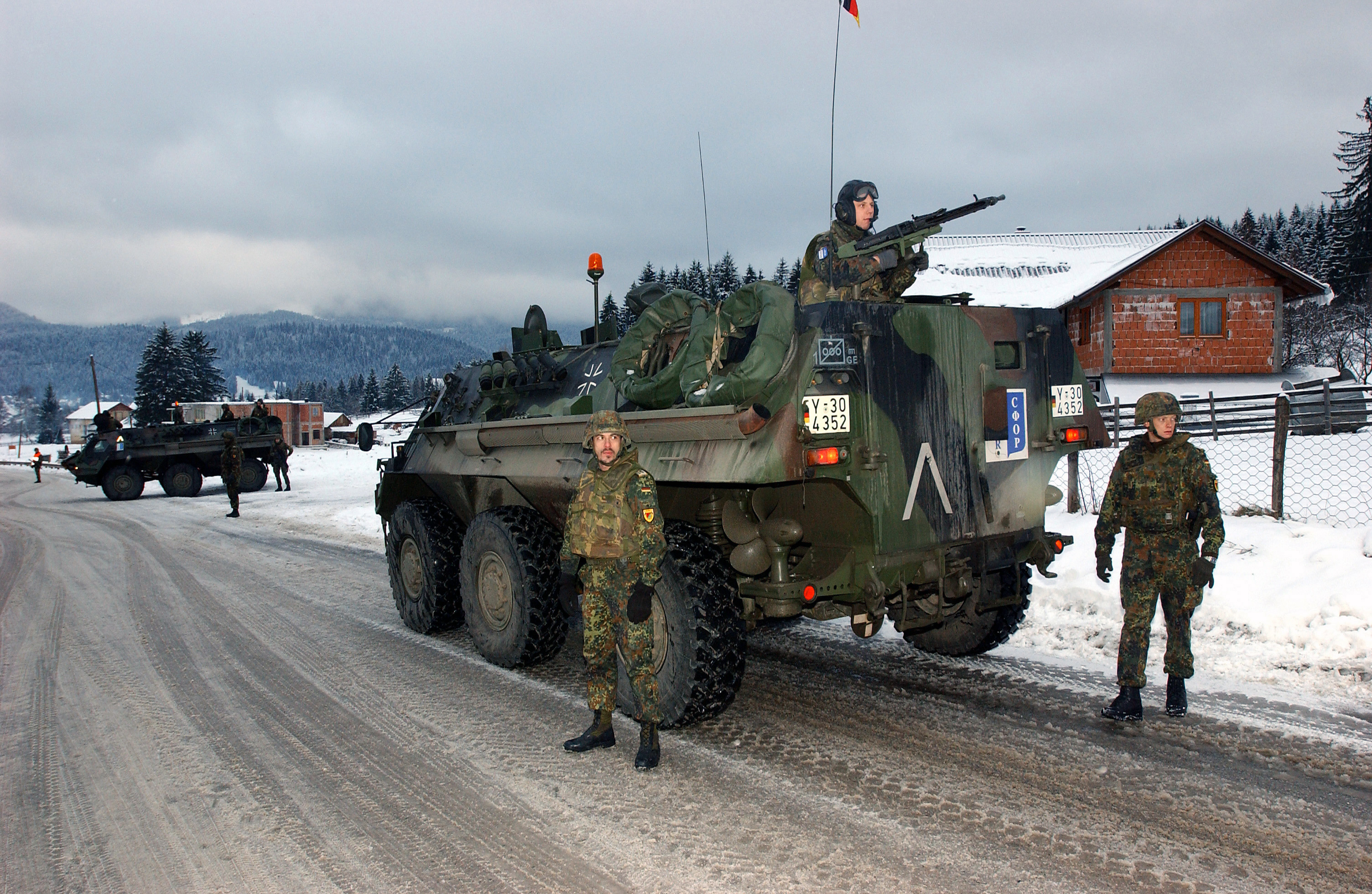
Bundeswehrsoldaten der SFOR mit Transportpanzer Fuchs in Pale in Bosnien im Rahmen der Operation Joint Forge, Januar 2004

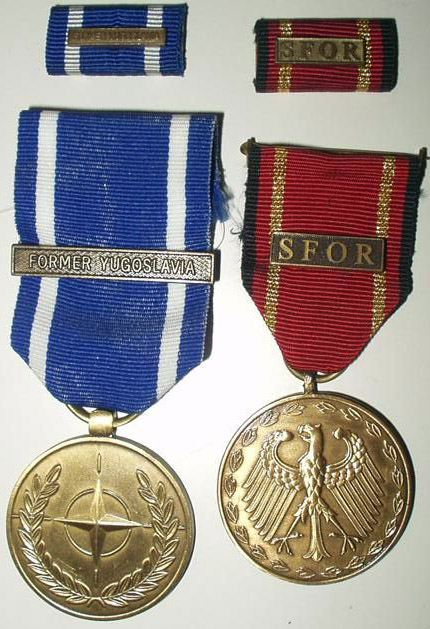
NATO-Medaille und Bundeswehreinsatzmedaille für den SFOR-Einsatz

Die Stabilisation Force (SFOR, zu Deutsch „Stabilisierungsstreitkräfte“) war eine multilaterale UN-Friedenstruppe für eine Friedensmission in Bosnien und Herzegowina unter militärischer Leitung der NATO. Ihre Aufgabe war die Verhinderung von Feindseligkeiten, die Stabilisierung des Friedens und die Normalisierung der Verhältnisse im Land nach dem Bosnienkrieg.

## Teilnehmer
NATO:*
- Albanien
- Belgien
- Bulgarien
- Kanada
- Tschechien
- Dänemark
- Estland
- Frankreich
- Deutschland
- Griechenland
- Ungarn
- Island
- Italien
- Lettland
- Litauen
- Luxemburg
- Niederlande
- Norwegen
- Polen
- Portugal
- Rumänien
- Spanien
- Slowakei
- Slowenien
- Türkei
- Vereinigtes Königreich
- Vereinigte Staaten

andere Länder:
- Argentinien
- Australien
- Österreich
- Ägypten
- Finnland
- Malaysia
- Marokko
- Neuseeland
- Irland
- Russland
- Schweden
- Ukraine

* Manche Länder, die Truppen gestellt haben, waren zu diesem Zeitpunkt nicht in der NATO

## Geschichte
Durch die Resolution 1088 des Sicherheitsrates der Vereinten Nationen vom 12. Dezember 1996 wurde das Mandat der bisherigen Implementation Force (IFOR) auf die SFOR zunächst für 18 Monate übertragen und später mehrmals verlängert. Der SFOR-Einsatz erfolgte im Rahmen der Operation Joint Guard auf Grundlage des Dayton-Vertrags von 1995.
Am 15. Juni 1998 verabschiedete der Sicherheitsrat der Vereinten Nationen mit der Resolution 1174 eine SFOR-Folgeoperation. Das Mandat wurde über 12 weitere Monate erteilt. Zunächst gab es den Plan, die SFOR in DFOR (Deterrence Force) umzubenennen und ihr ein unbefristetes Mandat zu geben. Es blieb aber bei der Bezeichnung SFOR.
Am 20. Juni 1998 begann zudem die Operation Joint Forge, in dessen Rahmen wurde erstmals auch eine multinationale Spezialeinheit zur Verbesserung der Fähigkeiten eingesetzt, Polizeikräfte und Regierungs- und Nicht-Regierungsorganisationen bei der Förderung der öffentlichen Sicherheit zu unterstützen.
Am 2. Dezember 2004 endete das SFOR-Mandat endgültig und wurde durch das Operation-Althea-Programm unter dem Schutz von EUFOR-Truppen abgelöst. In Sarajewo verblieb noch das NATO Headquarters Sarajevo (NHQSa) als Verbindungsstelle zur EUFOR und zur Unterstützung des Internationalen Strafgerichtshof für das ehemalige Jugoslawien sowie den Reformbemühungen der Bosnisch-Herzegowinischen Streitkräfte.

### Beteiligung der Bundeswehr
Siehe auch: GECONSFOR
Am 19. Juni 1998 stimmte der Deutsche Bundestag für eine fortlaufende militärische Absicherung des Friedensprozesses unter Mitwirkung der Bundeswehr. Von 576 abgegebenen Stimmen votierten 528 Abgeordnete mit ja; 37 mit nein und es gab 11 Enthaltungen.
Der deutsche Beitrag zur SFOR war anfangs überwiegend in der Multinationalen Division Süd-Ost (MND SE) disloziert. Diese Division setzte sich hauptsächlich aus Truppenteilen Deutschlands, Frankreichs, Italiens und Spaniens unter französischer Führung zusammen und umfasste Ende 1999 rund 9.400 Soldaten.
Das Deutsche Heereskontingent SFOR war im Feldlager Rajlovac stationiert und unterstand unmittelbar dem Heeresführungskommando in Koblenz. Bis Ende 2004 betrieb die Bundeswehr zusätzlich das Außenlager Filipovići in der Nähe von Foča, welches jedoch aufgelöst wurde.
Im Rahmen der Multinationalen Brigade Centre innerhalb der MND SE war das deutsch-französische Einsatzkontingent DFGFA (Deutsch-französische Gruppe/Groupement Franco-Allemand) ein Kernelement. Deutschland stellte der DFGFA, einen Überwachungsverband, bestehend aus Panzeraufklärungs- und Infanteriekräften, sowie Stabs-, Sicherungs-, Führungs- und Einsatzkräfte zur Verfügung.
Die 14 Tornado-Kampfflugzeuge der Luftwaffe, die der NATO in Piacenza in Norditalien zur Verfügung gestellt wurden, unterstanden dem Hauptquartier AIRSOUTH (Allied Air Forces Southern Europe) in Neapel. Die Einsatzführung erfolgte durch den NATO-Gefechtsstand der 5. Allied Tactical Air Force (5. ATAF), dem späteren Combined Air Operations Centre in Vicenza (später: CAOC 5 in Poggio Renatico) (Provinz Ferrara).
Die Seefernaufklärer der Marine führten begrenzt Einsätze unter NATO-Kommando durch und unterlagen der operationellen Kontrolle durch das Hauptquartier NAVSOUTH (Allied Naval Forces Southern Europe) in Neapel.
Die deutschen Soldaten erhielten für ihre Teilnahme am Einsatz die Einsatzmedaille der Bundeswehr sowie die NATO-Medaille, die an alle SFOR-Soldaten verliehen wurde.

### Beteiligung des Bundesheeres
Am 12. Dezember 1995 beschloss der österreichische Ministerrat die Entsendung von 300 Soldaten einer Transporteinheit.
Die Entsendung der AUSLOG/IFOR (Austrian Logistics/Implementation Force) genannten Einheit war zunächst auf ein Jahr begrenzt und begann im Januar 1996. Bis zum Jahr 2000 waren die österreichischen Einheiten, zusammen mit belgischen, griechischen und luxemburgischen Soldaten bei Visoko stationiert, danach folgte eine Verlegung der Einheit und eine Eingliederung in die deutsche GECON-Logistikeinheit im Feldlager Rajlovac.
Am 6. Juni 2000 endete die erste Österreichische Beteiligung an SFOR, wobei noch vereinzelt Offiziere in Sarajewo zur Verfügung gestellt wurden. Dafür engagierte sich Österreich mit 2.000 Soldaten bei der EU-Eingreiftruppe.
Mit 27. Juni 2004 wurde gemäß Ministerratsbeschluss AUCON 1/SFOR entsandt. AUCON 1/SFOR war die militärische Kurzbezeichnung des österreichischen kompaniestarken Infanteriekontingentes. Es umfasste insgesamt 135 Personen und bestand aus einer Infanteriekompanie mit ergänzenden Führungs-, Sondereinsatz-, Informationsgewinnungs- und Versorgungselementen. Diese wurden im Camp BUTMIR bei Sarajewo stationiert.

„Diese speziell für ihre Aufgabe trainierten Kräfte versahen in den nächsten sechs Monaten ihren Dienst im Rahmen einer Multinational Specialized Unit (MSU) in Bosnien-Herzegowina. Im Einsatzraum war das Kontingent Teil eines italienisch geführten Bataillons. Zu den Hauptaufgaben zählte vor allem die Unterstützung der SFOR-Truppen sowie der zivilen Behörden bei der Aufrechterhaltung der öffentlichen Ordnung und Sicherheit.“

Der Auftrag der AUCON bei der SFOR endete mit dem Beginn der EUFOR-Mission am 1. Dezember 2004.

## Auftrag
Der Auftrag der SFOR:

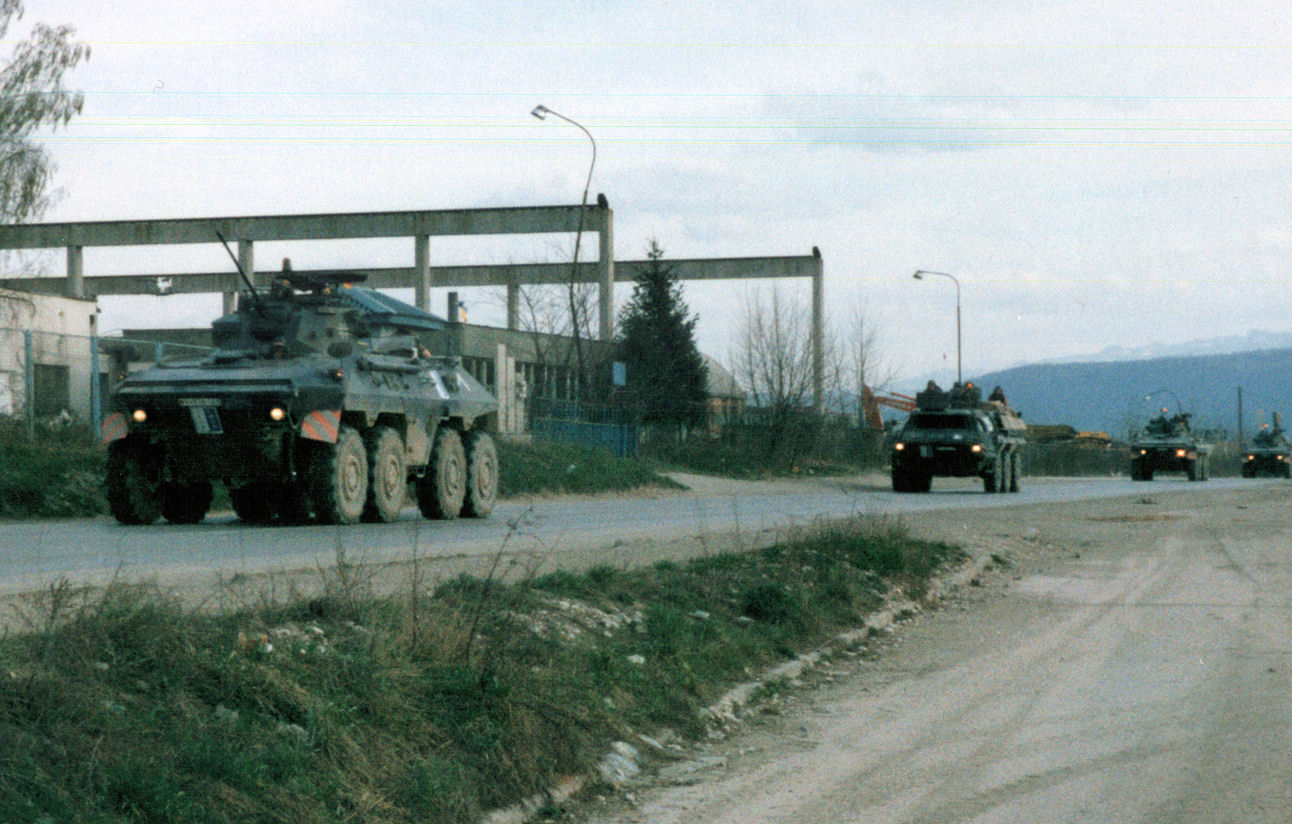
Typische Patrouille mit Aufklärungspanzer Luchs und Transportpanzer Fuchs

- Sicherstellen der allgemeinen Bewegungsfreiheit
- Inspektionen von Liegenschaften der ehemaligen Konfliktparteien
- Aufklärung unerlaubter Stationierungen
- Kontrolle militärischer Aktionen
- Verbindung zu UNHCR (Uno-Flüchtlingshilfswerk), IPTF (Internationale Polizei) und OSZE (Organisation für Sicherheit und Zusammenarbeit in Europa)
- Unterstützung internationaler Organisationen

Die SFOR, zu der auch ca. 1.800 deutsche Soldaten (davon 51 Frauen) im Rahmen von GECONSFOR gehörten, zeigte durch Checkpoints sowie Waffensammel- und suchoperationen (sog. Door-to-Door-Operations) Präsenz und arbeitete eng mit diversen UN-Organisationen (sogenannte CIMIC) zum Wiederaufbau des Landes zusammen. Ihre Gesamtstärke betrug etwa 5.000 Mann. Die Gesamtstärke der Friedenstruppe betrug ca. 30.000 Mann.

## Struktur und Standorte

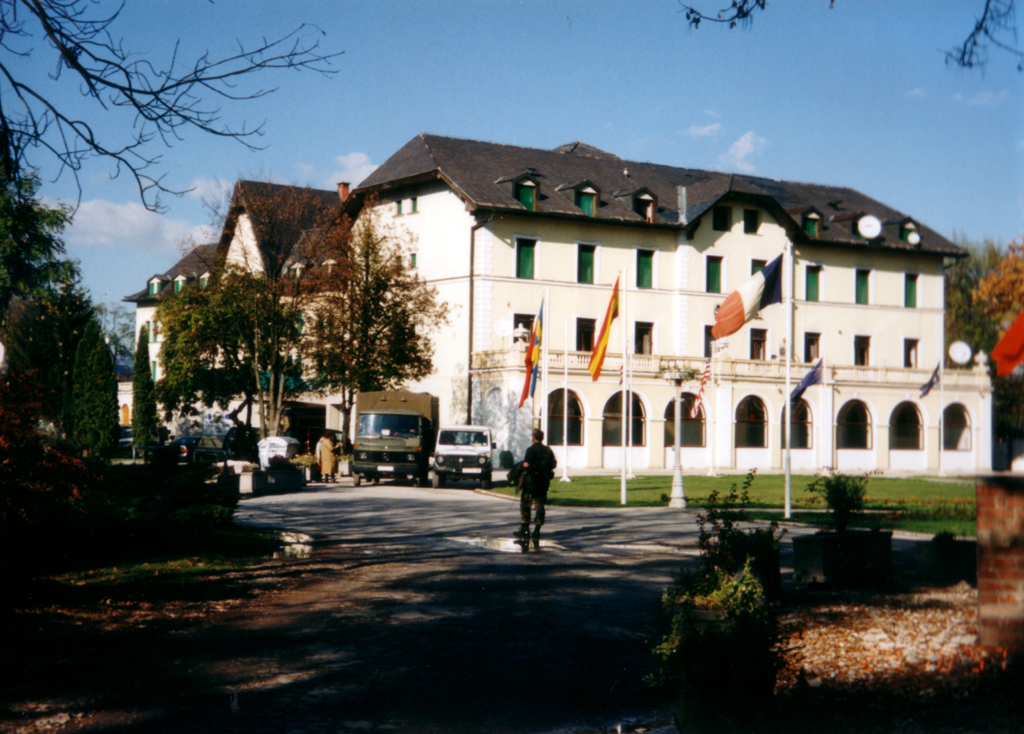
Das HQ SFOR in Ilidža

Hauptquartier der SFOR (HQ SFOR/NATO) in Bosnien und Herzegowina war zunächst in einem ehemaligen Hotelkomplex im Vorort Ilidža außerhalb von Sarajevo untergebracht, später zog man in das ehemalige sog. „Airfield“ neben dem Camp Butmir in der Nähe des Flughafens um. Hier arbeiteten 42 verschiedene Nationen zusammen. Das Stabilization Force Support Command (SFOR SC) war in Zagreb stationiert.
Ein Teilbereich und wichtiger Bestandteil der SFOR war die CJPOTF (Combined Joint Psychological Operation Task Force, vormals Combined Joint Information Campaign Task Force (CJICTF)), in Deutschland vergleichbar mit der Operativen Information der Bundeswehr. Von ihr wurde die Überzeugung der Bevölkerung u. a. mit Zeitschriften (Jugendzeitschrift MIRKO und Herald of Progress), Radio- (Radio MIR) und Fernsehprogrammen (TV-SFOR) im Sinne der Mission beeinflusst.

### Multinationale Divisionen 1996–2002
Anfangs wurde das Operationsgebiet der SFOR in drei Verantwortungsbereiche eingeteilt:
- Multinationale Division Nord (MND N), im Norden und Nordosten unter Führung eines Kommandeurs (COMDIV) der Vereinigten Staaten mit Hauptquartier in Tuzla,
- Multinationale Division Süd-West (MND SW), im Westen mit Hauptquartier in Banja Luka. Alle Kommandeure stellte Großbritannien, bis auf den Zeitraum 09/2001 – 09/2002, den ein niederländischer Generalmajor übernahm.
- Multinationale Division Süd-Ost (MND SE) mit Sitz in Mostar. Alle Kommandeure kamen aus Frankreich.

### Multinationale Brigaden Januar 2003–April 2004

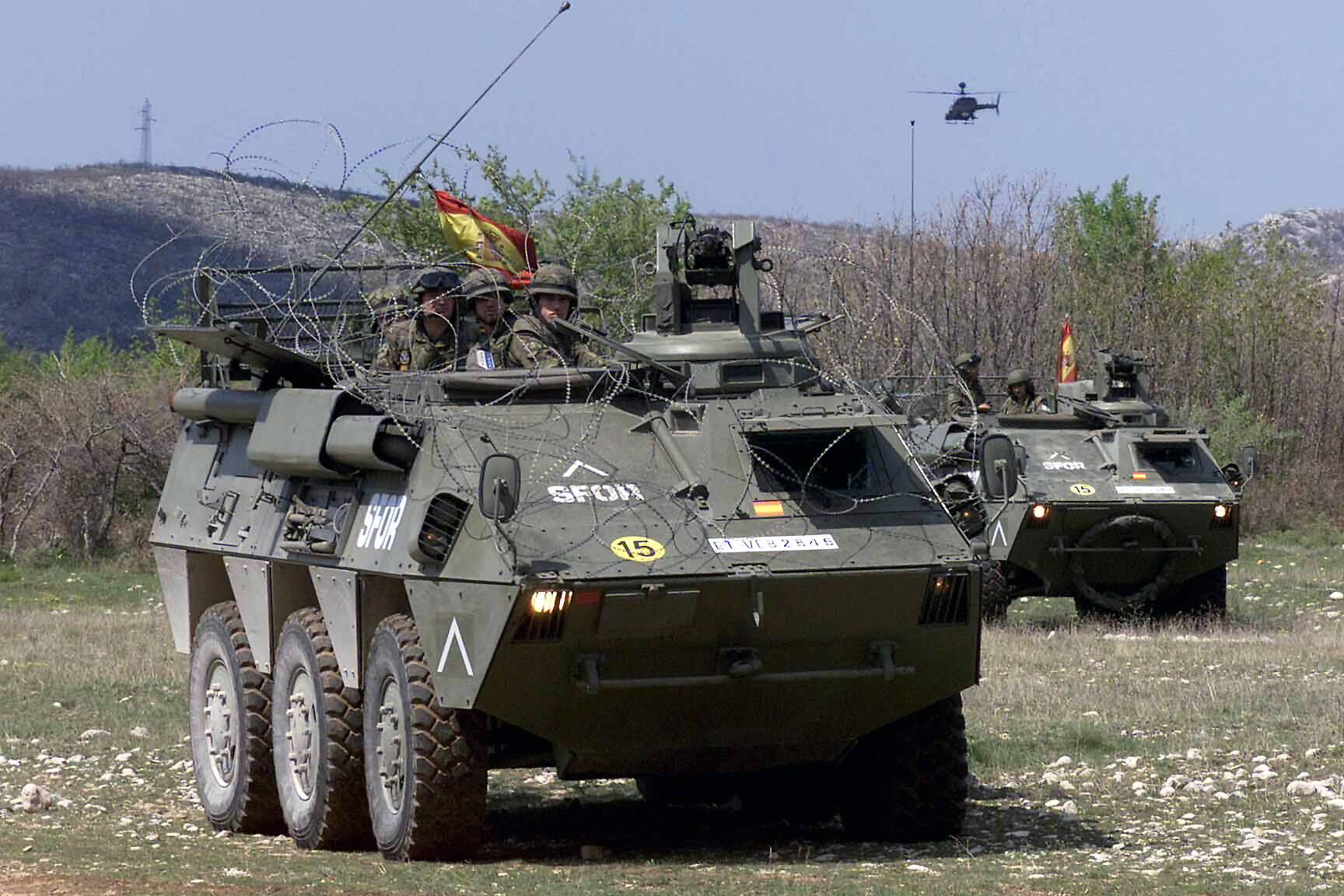
Spanische SFOR-Soldaten mit Transportpanzer BMR-600

Im Januar 2003 erfolgte eine Umstrukturierung in 10 Kampfgruppen (Battle Groups) gegliedert in drei Multinationale Brigaden und unterstanden dem Oberbefehl des SFOR-Kommandeurs, (COMSFOR; Commander SFOR):
- Multinationalen Brigade Nord (MNB-N) mit Hauptquartier in Tuzla. Die Führung übernahm während der gesamten Zeit jeweils ein Kommandeur (COMBrig) aus den Vereinigten Staaten.
- Multinationalen Brigade Süd-Ost (MNB-SE) mit Hauptquartier in Mostar. Die Kommandeure stellte Deutschland, Frankreich, Italien und Spanien.
- Multinationalen Brigade Nord-West (MNB-NW) mit Stab in Banja Luka. Die Kommandeure wurden von Großbritannien und Kanada gestellt.

### Multinationale Task Forces Mai–Dezember 2004
Die Task Forces (TF) mit jeweils 1.800 bis 2.000 Soldaten unterstanden dem Oberbefehl des SFOR-Kommandeurs, (COMSFOR; Commander SFOR).
- Multinationale Task Force Nord (MNTF-N) mit Stab in Tuzla,
- Multinationale Task Force Süd-Ost (MNTF-SE) mit Stab in Mostar,
- Multinationale Task Force Nord-West (MNTF-NW) mit Stab in Banja Luka.

Daneben gab es rund 1.000 weitere Soldaten als Einsatzkräfte für den Kriegsschauplatz (Theatre Troops).